# Стадіо Нерео Рокко
«Стадіо Нерео Рокко» (італ. Stadio Nereo Rocco) — футбольний стадіон у місті Трієст, Італія, домашня арена футбольного клубу «Трієстіна».

## Історія
Після того як місцевий клуб «Трієстіна» у 1983 році вийшов до Серії Б, в місті почались гарячі дебати про необхідність заміни старої арени, «Стадіо Джузеппе Грезар», відкритої ще у тридцятих роках. Відкинувши гіпотезу модернізації вже існуючого стадіону, було вирішено почати будівництво нового стадіону неподалік від колишнього.
Було вирішено надати стадіону, за одностайною згодою, ім'я найвидатнішого трієстського футболіста Нерео Рокко. Стадіон був відкритий 18 жовтня 1992 року на матчі «Трієстіни» проти «Віс-Пезаро» в рамках Серії C1. А вже 14 квітня 1993 року на стадіоні дебютувала і національна збірна Італії, обігравши в рамках кваліфікації на ЧС-1994 Естонію (2:0).
На арені проходили матчі молодіжного чемпіонату Європи 2019 року, перед яким арену реконструювали, включаючи реконструкцію роздягалень і приміщення для преси, відновлення поля, повну заміну сидінь, переміщення лавок у перших рядах трибуни, усунення перешкод між трибунами та полем і усунення бар'єрів, в результаті чого місткість арени збільшилась приблизно до 21 000 глядачів.